# Cereseto
Cereseto (piemontesisch Ciarzin) ist eine Gemeinde in der italienischen Provinz Alessandria (AL), Region Piemont.

## Lage und Einwohner
Die Gemeinde Cereseto liegt 37 km nordwestlich von der Provinzhauptstadt Alessandria auf 280 m über NN in der Hügellandschaft des Monferrato Casalese. Das Gemeindegebiet umfasst eine Fläche von 10 km² und hat 372 (Stand 31. Dezember 2023) Einwohner.
Die Nachbargemeinden sind Moncalvo (AT), Ottiglio, Ozzano Monferrato, Pontestura, Ponzano Monferrato, Sala Monferrato, Serralunga di Crea und Treville.

### Verkehrsanbindung

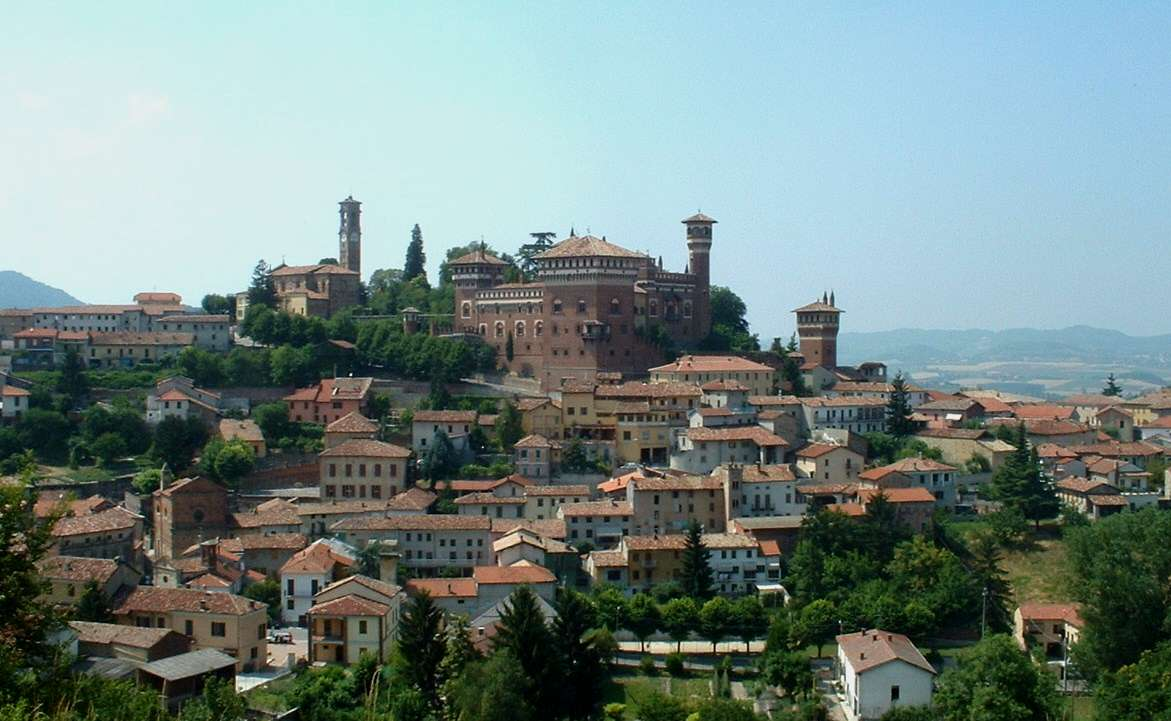
Panorama von Cereseto

Das Gemeindegebiet liegt östlich der großen Verbindungsstraße SP 455/457 zwischen Asti und Casale Monferrato. Im 17 km entfernten Casale Monferrato bestehen Bahnverbindungen an die Bahnstrecken Mortara-Asti, Chiavasso-Casale Monferrato und Vercelli-Valenza. Dort hat es auch einen kleinen Flugplatz für die Allgemeine Luftfahrt. Die nächstgelegenen Verkehrsflughäfen sind Turin, Mailand-Malpensa und Genua.

### Bevölkerungsentwicklung
Im Zug der Landflucht und Industrialisierung hat der Ort im 20. Jh. etwa zwei Drittel seiner Einwohner verloren.

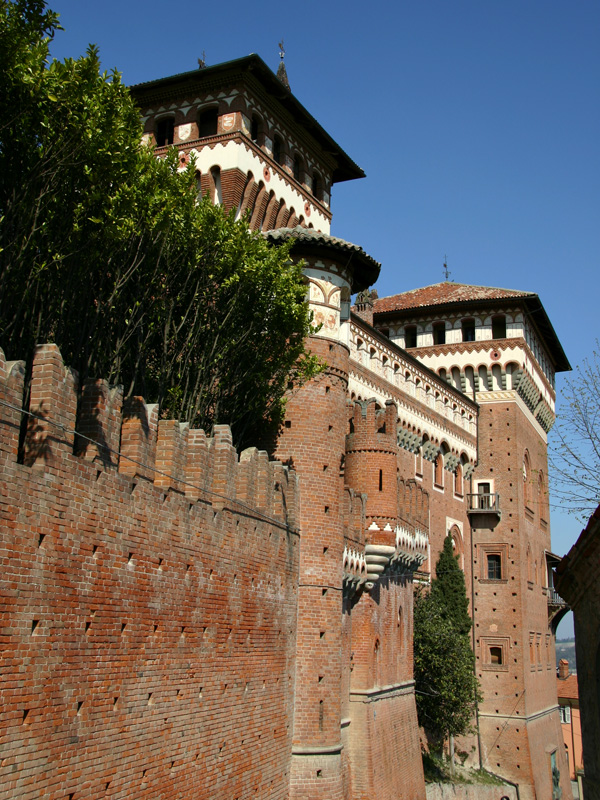
Castello di Cereseto

## Castello di Cereseto
Um 1900 begann der äußerst wohlhabende Unternehmer, Finanzier, Kunstsammler und Mäzen Riccardo Gualino (1879–1964) mit dem Bau eines neoromanisch-neogotischen Schlosses in beherrschender Position über dem Ort. Architekt des Baues war der Ingenieur Vittorio Tornielli. 1918 wurde das Castello di Cereseto einer der Wohnsitze der Turiner Familie, wo mit Gästen aus der piemontesischen Unternehmer- und Finanzwelt, von den Agnelli zu den Sella, rauschende Feste gefeiert wurden. Das Kastell war von der Familie bis in die zweite Hälfte des 20. Jh. bewohnt und ist daher gut erhalten. Ein Vorgängerbau an derselben Stelle, eine frühmittelalterliche Festung, wurde im 17. Jh. vollständig geschleift.

## Wirtschaft und Weinbau
Bei Cereseto werden Reben der Sorte Barbera für den Barbera d’Asti angebaut, einen Rotwein mit DOCG-Status.

## Söhne und Töchter
- Francesco Sidoli (1874–1924), römisch-katholischer Geistlicher, Erzbischof von Genua